# Scolecolepides benhami
Scolecolepides benhami är en ringmaskart som beskrevs av Ehlers 1907. Scolecolepides benhami ingår i släktet Scolecolepides och familjen Spionidae.
Artens utbredningsområde är havet kring Nya Zeeland. Inga underarter finns listade i Catalogue of Life.